# WISE J224607.57-052635.0

藝術家想像中的W2246-0526。

WISE J224607.57−052635.0(或簡寫為W2246−0526)是一個特亮紅外星系， 2015年，它被宣告為宇宙中已知最亮的星系。它的光度是太陽的350兆倍(太陽（349×1012L☉)，與附近較小星系的合併可能是其特別亮的原因之一。光度是由一個質量為太陽100億倍的類星體產生的。在類星體中環繞超大質量黑洞的吸積盤 輻射出的可見光和超紫外線，被星系的塵埃吸收，然後以紅外線匯出。儘管WISE J224607.57–052635.0是兩者之中較小的一個星系，但它是出的能量是銀河系的10,000倍。WISE J224607.57–052635.0這個星系是由廣域紅外線巡天探測衛星發現的，它與地球的距離是125億光年。

## 外部連結
- 维基共享资源上的相關多媒體資源：WISE J224607.57-052635.0
- SDSS data and images （页面存档备份，存于）
- Brightest Galaxy Video Scientific American （页面存档备份，存于）